# تشن كي
تشن كي (بالصينية: 陈玘) (من مواليد 15 أبريل 1984) هو لاعب كرة الطاولة من الصين سابق.
شاركت في دورة الألعاب الآسيوية 2006 في الدوحة، قطر.